# Cantó de Coisan

El cantó de Coisan a l'Aude

El cantó de Coisan és un cantó francès del departament de l'Aude, a la regió d'Occitània. Està inclòs al districte de Limós, té 22 municipis i el cap cantonal és Coisan.

## Municipi
- Antunhac
- Arcas
- Bugarag
- Camps d'Aglin
- Cassanhas
- Conilhac de la Montanha
- Coisan
- Costaussa
- Cubièra
- Forton
- Luc d'Aude
- Missegre
- Montasèls
- Peiròlas
- Rènnas del Castèl
- Los Banhs de Rènnas
- Ròcatalhada
- La Serpent
- Sèrras
- Sogranha
- Terròlas
- Valmigièira